# Mendelssohn (Familie aus Jever)
Die Familie Mendelssohn ist eine deutsch-jüdische Kaufmanns-, Gelehrten- und Künstlerfamilie aus Ostfriesland, die auf Moses Mendelssohn (* 17. Juli 1778 in Horb bei Redwitz an der Rodach; † 10. August 1848 in Jever) zurückgeht. Sie steht in keinem direkten verwandtschaftlichen Verhältnis zur Familie Mendelssohn aus Berlin, deren Begründer der gleichnamige Philosoph Moses Mendelssohn aus Dessau ist.

## Moses Mendelssohn aus Horb

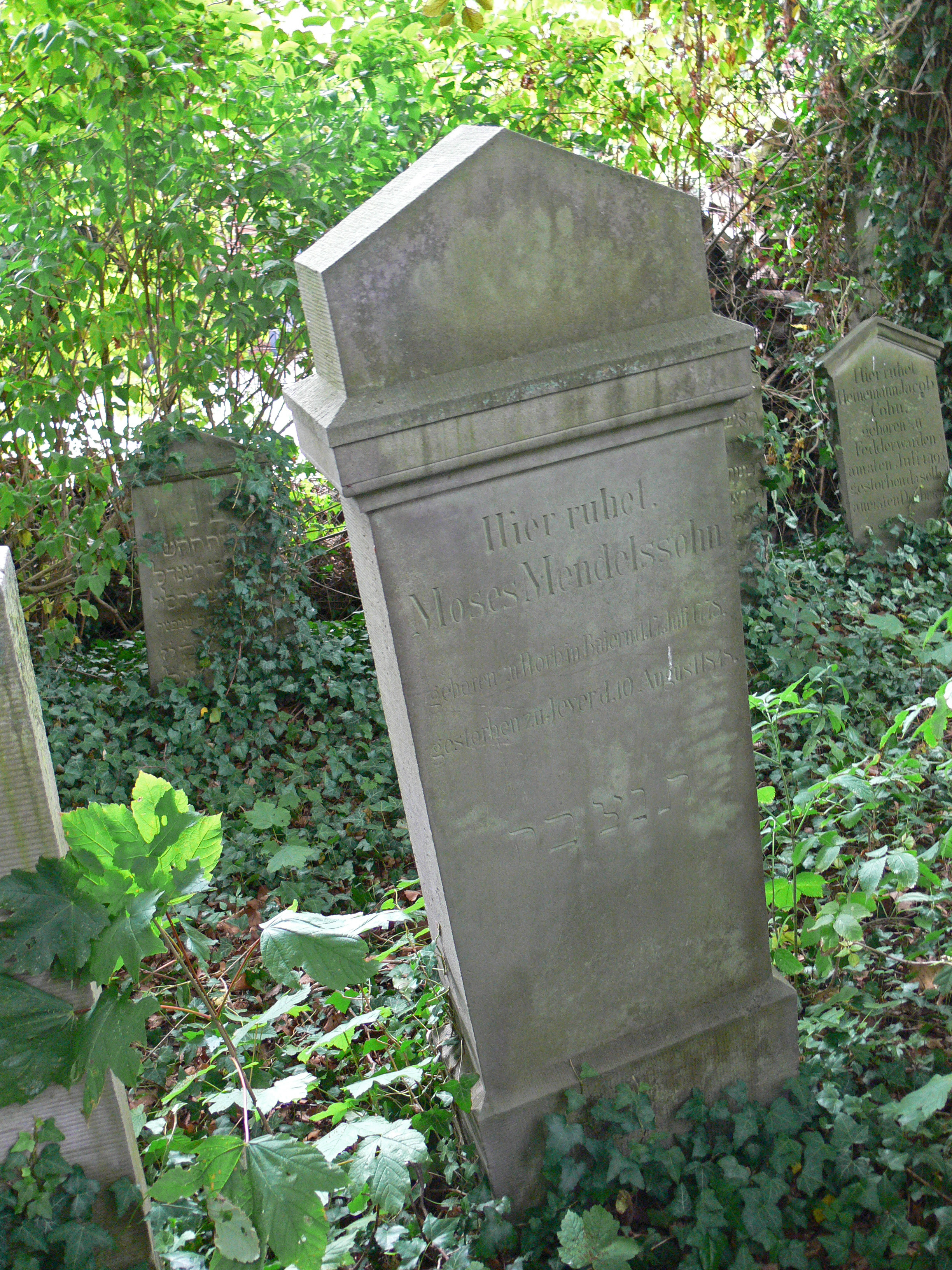
Grabstelle von Moses Mendelssohn auf dem alten jüdischen Friedhof von Jever

Moses Mendel(ssohn) (nicht identisch mit dem Philosophen Moses Mendelssohn) wurde am 17. Juli 1778 in Horb, heute ein Ortsteil von Marktzeuln im Landkreis Lichtenfels, als Sohn des Trödlers Mendel Levi und seiner Frau Betta/Beila geboren.
Gegen Ende des 18. Jahrhunderts führte der wirtschaftliche Aufschwung in Norddeutschland zu einem Zustrom junger Juden aus dem Süden Deutschlands, insbesondere aus dem von Juden relativ dicht besiedelten fränkischen Raum.
Zu den Zuwanderern gehörte auch Levi Mendel, der ältere Bruder von Moses. Levi Mendel arbeitete seit circa 1794 als Knecht des Schutzjuden Moses Heidemann in Berne und von 1796 bis 1807 als Knecht der Familie Schwabe in Ovelgönne. Moses folgte ihm circa 1798 dorthin und fand eine Anstellung bei Salomon Abraham Nordheimer. Im benachbarten Varel lernte er Gola Schwabe (1785–1826), die Tochter des verstorbenen Schutzjuden Levi Salomon Schwabe in Jever und seiner Ehefrau Frauntje aus Emden, kennen und heiratete sie 1804.
In den Folgejahren beantragte das Paar mehrfach die Übertragung des väterlichen Schutzbriefes. Gegen die Niederlassung des Paares wandte sich die jeversche Kaufmannschaft aus Sorge um Umsatzeinbußen durch den jüdischen Hausierhandel. Die jeverschen Regierungsbeamten plädierten für den Fall, dass überhaupt ein weiterer Schutzjude zugelassen werden sollte, für die Aufnahme eines der einheimischen Schutzjudensöhne. Außerdem verwiesen sie auf die schlechten Erfahrungen, die man in Vermögensfragen mit der „famösen“ Familie Schwabe gesammelt hätte, und stellten in Zweifel, dass Moses Mendel(ssohn) in den gut acht Jahren seines Aufenthalts in Ovelgönne in der Lage gewesen sei, sich ein Vermögen von 600 Reichstalern zu ersparen.
Als Sicherheitsleistung wurde von dem jungen Ehepaar unter anderem verlangt, vor der Schutzerteilung ein Haus im Wert von mindestens 500 Reichstalern zu erwerben. Moses Mendel(ssohn) bemühte sich, diese Forderung rasch zu erfüllen, doch stand zunächst kein Haus zum Verkauf. Da seine Frau bereits hochschwanger war, versuchte er erfolglos, die Schutzzuteilung gegen Deponierung von 500 Reichstalern bei der Regierung zu erreichen. Als dann endlich ein unterschriftsreifer Kaufvertrag vorlag, konnte Gola Schwabe ihn nicht unterzeichnen; wenige Tage vor ihrer Niederkunft war sie in eine „in förmliche Raserei ausartende Verrücktheit“ verfallen. Zunächst kam kein Kauf zustande, und Moses Mendel(ssohn) durfte noch nicht in Jever geschäftlich tätig werden. Erst als Gola Schwabe gesundheitlich wiederhergestellt war, konnte das Paar im April 1807 ein Haus erwerben und auf dieses Objekt sicherheitshalber 500 Reichstaler „zum Besten des Staates“ ingrossieren lassen. So konnte am 22. Juli 1807 der letzte jeversche Schutzbrief vor dem Anschluss der Herrschaft an das Königreich Holland ausgestellt werden. Allerdings wurde der Schutz in zwei wesentlichen Punkten eingeschränkt: Im Gegensatz zur üblichen Praxis wurde der Brief nicht auf den Ehemann und „Ernährer“ der Familie ausgestellt, sondern auf seine aus Jever stammende Frau. Moses Mendel(ssohn) besaß dadurch sein Aufenthaltsrecht nur solange, wie er mit seiner Frau verheiratet war, und durfte nur in ihrem Namen geschäftlich tätig werden. Da dem Ehepaar darüber hinaus die Haltung eines Hausierknechts verboten wurde, musste Moses Mendel(ssohn) im Gegensatz zu den länger ansässigen Schutzjuden den Hausierhandel alleine betreiben.
Nach dem Anschluss Jevers an das Königreich Holland wurden die Juden des aus Ostfriesland und dem Jeverland neu gebildeten Departments Oost-Vriesland am 23. Februar 1808 offiziell ihren Glaubensbrüdern in Holland gleichgestellt und damit gleichberechtigte Staatsbürger. Dennoch sträubte sich die jeversche Regierung im Sommer 1808, die im Vorjahr auf das Haus von Gola Schwabe eingetragene Sicherheitshypothek aufgrund der neuen Rechtslage zu löschen und zugleich die Anstellung eines Hausierknechts zuzulassen. Für ihren Hinweis auf die anhaltende Schädlichkeit des jüdischen Hausierhandels und den notwendigen Schutz gegenüber diesen „Fremden“ wurden die jeverschen Beamten jedoch von ihren neuen Vorgesetzten getadelt und angewiesen, den Anträgen von Moses Mendel(ssohn) zu entsprechen.
Das Ehepaar Mendel(ssohn) bekam insgesamt 17 Kinder, von denen aber 1826 nur noch fünf lebten. Der älteste Sohn Mendel (später Melchior) beantragte 1836 vergeblich einen Schutzbrief und ließ sich 1846 kurz vor der Heirat mit einer Christin taufen. Nachkommen mit dem Namen Merck leben noch heute in Bremen. Zu Gola und Moses Mendelssohns weiteren Kindern gehörten Salomon Mendelssohn (1813–1892), der als Turnpädagoge bekannt wurde, sowie der Hamburger Schriftsteller Joseph Mendelssohn (1817–1856).
Die Ehe der Mendelssohns war offensichtlich nicht glücklich, Moses verließ seine Frau und zog um 1823 nach Hamburg. Diesem Umstand verdankten es seine Söhne Salomon und Joseph, dass sie dort die Israelitische Freischule von Eduard Kley besuchen konnten. 1830 erwarb Moses Mendelssohn nach dem Tod seiner Ehefrau den bis dahin ihrer Familie gewährten Schutzbrief und war in Jever als Kaufmann tätig. Er starb am 10. August 1848. Sein Grab befindet sich auf dem alten jüdischen Friedhof von Jever.

## Diskriminierung und Verfolgung
Die Nachfahren Moses Mendelssohns ließen sich zwar taufen, wurden aber dennoch diskriminiert. Aus diesem Grund nahm Menno Mendelssohn (1848–1901), Druckereibesitzer in Duisburg und einer der Söhne von Salomon Mendelssohn, zusammen mit seinen fünf Kindern, darunter Max Budde, 1898 den Familiennamen seiner Ehefrau Elisabeth Clementine Budde an.  Doch auch dieser Schritt bewahrte sie nicht vor Diskriminierung und Verfolgung im Dritten Reich.
Die Nachkommen seines Bruders Ludwig Mendelssohn (1852–1896) gingen dagegen mit der Machtergreifung der Nazis fast alle in die Emigration. So nahm der Publizist Peter de Mendelssohn nach seiner Flucht nach England 1941 die britische Staatsbürgerschaft an, sein Vater Georg emigrierte nach Frankreich, seine Schwester Margot ging in die USA, sein Bruder Thomas in die Türkei und sein Bruder Felix zunächst nach Österreich und dann in die Schweiz.
Die Nachfahren der Mendelssohns aus Jever leben heute u. a. in München, Wien, Berlin, Nürnberg und London.

## Persönlichkeiten (Auswahl)
- Salomon Mendelssohn (1813–1892), Sportpädagoge
  - Ludwig Mendelssohn (1852–1896), Professor für Altphilologie
    - Georg Mendelssohn (1886–1955), Kunsthandwerker
      - Peter de Mendelssohn (1908–1982), Publizist
        - Felix de Mendelssohn (1944–2016), Psychoanalytiker

      - Felix von Mendelssohn (1918–2008), Psychiater und Psychoanalytiker

    - Erich von Mendelssohn (1887–1913), Dichter, Schriftsteller und Übersetzer
      - Harald von Mendelssohn (1911–2008), Journalist und Schriftsteller

    - Ania Teillard (1889–1978), geb. Mendelssohn, Graphologin und Schriftstellerin
- Joseph Mendelssohn (1817–1856), Schriftsteller